# Caserne de Bâle
La caserne de Bâle (allemand : Kaserne Basel) est un bâtiment de Bâle construit en 1863 et qui est aujourd'hui un centre culturel.